# Inhibidor de la fosfodiesterasa

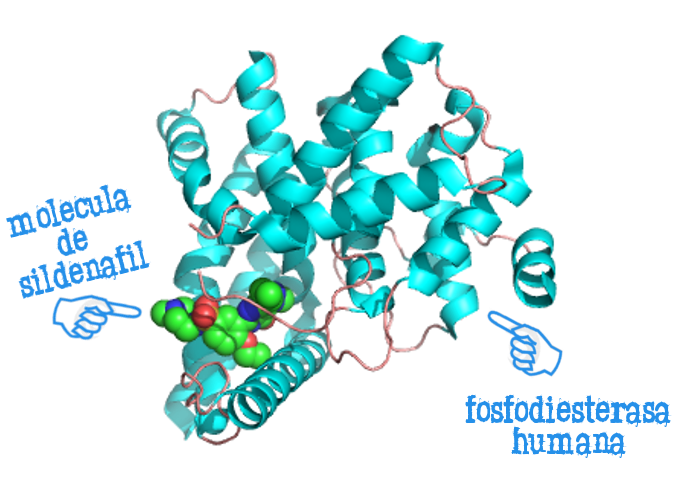
Inhibición de la fosfodiesterasa 5 por el Sildenafil.

Un inhibidor de la fosfodiesterasa (IPDE) es un fármaco que actúa bloqueando la acción de las enzimas fosfodiesterasas, que son hidrolasas que catalizan la ruptura de los enlaces fosfodiéster. En ocasiones, las fosfodiesterasas reparan específicamente daños en el ADN inducidos por venenos, por ejemplo de topoisomerasa II.
Existen 11 familias de fosfodiesterasas (denominadas PDE-1 a PDE-11), con hasta 21 genes y múltiples isoformas, que degradan los segundos mensajeros AMPc y/o GMPc.

## Importancia biomédica

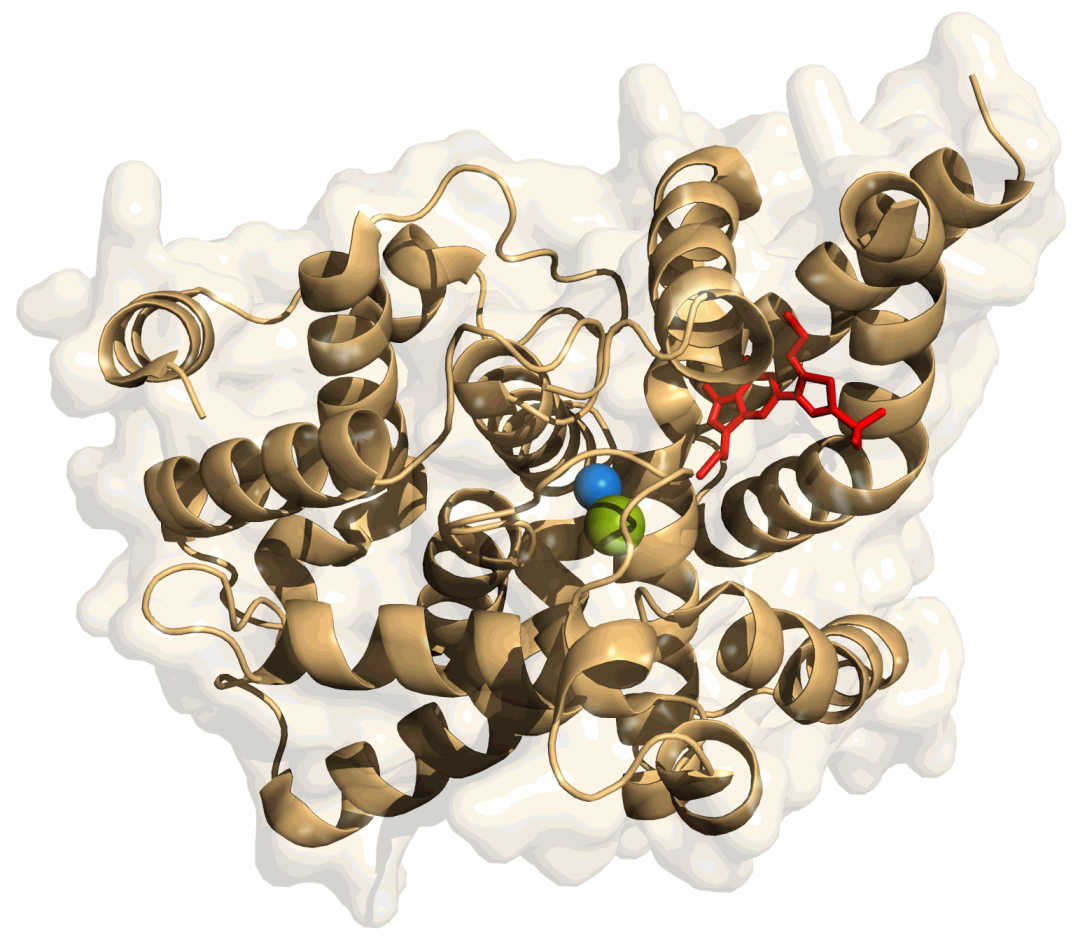
Fosfodiesterasa-5, según PDB 3BJC. Ión magnesio (verde), ión zinc (azul), inhibidor "compuesto 12"

El primer uso clínico de los IPDE se reportó en la década de 1980; sin embargo desde el año 1886 se observó que la cafeína tenía propiedades broncodilatadoras. Más tarde, este efecto se atribuyó a la inhibición de la fosfodiesterasa específica de AMPc.
Estudios posteriores encontraron la capacidad de estos compuestos para aumentar los niveles de moléculas mensajeras secundarias que pueden causar cambios en el tono vascular, la función cardíaca y otros eventos celulares y, por lo tanto, estos hallazgos allanaron el camino para su uso en diversas emergencias médicas. Se notó que las PDE se distribuyen en muchos tejidos, incluido el cerebro, por lo tanto, se están explorando nuevos agentes terapéuticos.
El inhibidor de estas enzimas más ampliamente conocido es el sildenafilo, que es uno de los tres inhibidores de la PDE-5 aprobados para el tratamiento de la disfunción eréctil y, más recientemente, la hipertensión arterial pulmonar. Además, dos inhibidores de la PDE-3 están aprobados para tratar la insuficiencia cardíaca congestiva y la claudicación intermitente, respectivamente. Por el momento, los IPDE se exploran como posibles dianas terapéuticas del sistema nervioso central para el dolor (PDE4 y PDE5), pérdida de memoria (PDE-2, PDE-4, PDE-5 y PDE-9), la enfermedad de Alzheimer (PDE-4 y PDE-5), depresión (PDE-4), esquizofrenia (PDE-10), o los accidentes cerebrovasculares (PDE-3 y PDE-5).
Como agentes terapéuticos, los IPDE se han utilizado para controlar los cambios fisiopatológicos causados por nucleótidos cíclicos en el sistema nervioso central, los pulmones, el tracto digestivo y los procesos inflamatorios. Además de su distribución en el cerebro, las isoformas de las PDE que se encuentran en las plaquetas de la sangre (PDE2, PDE3 y PDE5) también ofrecen una nueva estrategia para tratar el accidente cerebrovascular.

## Fármacos IPDE
IPDE-1
- Vinpocetina

IPDE-3
- Cilostazol
- Milrinona

IPDE-4
- Apremilast, utilizado en Psoriasis y Artritis Psoriásica
- Mesembrina
- Moracina M
- Piclamilast
- Roflumilast, utilizado clínicamente para la enfermedad pulmonar obstructiva crónica grave.[8]
- Rolipram

IPDE-5
- Dipiridamol
- Sildenafil
- Tadalafil
- Vardenafil
- Zaprinast

IPDE-7
- BRL5048, en investigación.[9]

IPDE-8
- Dipiridamol[10]

IPDE no selectivos
- Aminofilina
- Anagrelida (Inhibe PDE-2 y PDE-3)
- Cafeína
- Glaucina
- Paraxantina
- Pentoxifilina
- Teofilina